# Тальбия
Тальби́я (араб. التلبية‎) или лябба́йк (لَبَّيْكَ‎ — «вот я перед тобой!») — молитва, повторяемая многократно паломниками во время всего хаджа, когда они находится в состоянии ихрама. Молитва произносится на арабском языке и транслируется громкоговорителями. У суннитов и шиитов тальбия ничем не отличается.

## Текст
Арабский текст: لَبَّيْكَ ٱللَّٰهُمَّ لَبَّيْكَ، لَبَّيْكَ لَا شَرِيكَ لَكَ لَبَّيْكَ، إِنَّ ٱلْحَمْدَ وَٱلنِّعْمَةَ لَكَ وَٱلْمُلْكَ، لَا شَرِيكَ لَكَ
Транскрипция: Ляббейк, Аллахумма ляббейк, ляббейка, ля шарика лака ляббейк. Инналь-хамда ван-ни`мата лака вальмульк, ля шарика ляк.
МФА: [lab.baj.ka‿ɫ.ɫaː.hum.ma lab.baj.ka, lab.baj.ka laː ʃa.riː.ka la.ka lab.baj.ka, ʔin.na‿l.ħam.da wan.niʕ.ma.ta la.ka wal.mul.ka laː ʃa.riː.ka la.ka]
Перевод: «Вот я перед тобой, о Аллах! Вот я перед тобой! Вот я перед тобой, и нет у тебя сотоварища! Вот я перед тобой! Поистине, тебе надлежит хвала, и тебе принадлежат милости и владычество! Нет у тебя сотоварища!».

## История
Согласно преданию, обряд хаджа существовал со времён пророка Ибрахима и почти в том же виде сохранился до времён пророка Мухаммеда и до наших дней. Среди тех обрядов хаджа, которые были изменены мекканскими многобожниками, значится и тальбия. В сборнике хадисов Муслима «Сахих» передаётся текст тальбии, который произносили многобожники Мекки.

Передают со слов Абу Замиля от, что Абдаллах ибн Аббас, мир им обоим, сказал: «Многобожники говорили: „Вот я перед Тобой, нет сотоварища у Тебя!“ И (тогда) Посланник Аллаха, сказал: „Горе вам! Дальше не продолжайте, не продолжайте!“, но они продолжали: „Кроме (такого-то) сотоварища, которым Ты владеешь и (владеешь всем), чем тот владеет.“ Они произносили это исполняя таваф вокруг Дома (Каабы)».— Муслим. Хадис № 1185 // Сб. хадисов «Сахих»

## Хадисы о тальбии
- Абдуллах ибн Умарؓ передал, что когда верблюдица Посланника Аллаха (ﷺ) вставала на ноги, неся его, рядом с мечетью Зуль-Халифы, он произносил тахлиль, говоря: «Вот я перед Тобой, о Аллах! Вот я перед Тобой! Вот я перед Тобой! Нет у Тебя сотоварища! Хвала Тебе, милость и власть принадлежат Тебе! Нет у Тебя сотоварища!». Абдуллах ибн Умар, также сказал: «Это тальбия Посланника Аллаха» (ﷺ), Нафи сказал: «Абдуллах, добавлял к этому: „Ляббаика ляббаика ва са’дайк. Валь-хайра биядайка ляббайк. Варругаба-у илейке валь-’амаль.“» (Муслим. Хадис № 1184—1 // Сб. хадисов «Сахих»[3])
- Передают со слов Абу Бакра ас-Сиддикаؓ, что (однажды) Посланника Аллаха (ﷺ) спросили: «Какие из (обрядов хаджа) являются наилучшими?» Он сказал: «(Гул) тальбийи и жертвоприношение» (Сборники хадисов Ибн Маджа и ат-Тирмизи[4])
- Пророк Мухаммед (ﷺ) сказал: «Кто бы из произносящих тальбию ни произносил её, вместе с ним её обязательно произносят справа и слева от него камни, деревья и всё, что есть на земле насколько можно охватить её взглядом в эту сторону и в эту». (Сборники хадисов Ибн Маджа и ат-Тирмизи[4])
- Передают, что Халлад ибн ас-Саиб рассказывал со слов своего отца, что Посланник Аллаха (ﷺ) сказал: «Ко мне явился Джибриль и повелел, чтобы я приказал моим сподвижникам повышать голоса при произнесении тальбийи». (Ибн Хаджар аль-Аскаляни. Хадис № 714 // Булуг аль-Марам мин Адиллат аль-Ахкам)